# Лубенский мебельный комбинат
Лубенский мебельный комбинат (укр. Лубенський меблевий комбінат) — предприятие деревообрабатывающей промышленности в городе Лубны Полтавской области, которое специализируется на производстве мебели.

## История
В конце 1927 года в Лубнах начали работу деревообрабатывающие мастерские, на базе которых в соответствии со вторым пятилетним планом развития народного хозяйства СССР был создан деревообрабатывающий завод. В 1936 году завод входил в число крупнейших промышленных предприятий города, общая численность рабочих и сотрудников предприятия составляла 255 человек.
Производство мебели было освоено ещё до начала войны.
Во время Великой Отечественной войны завод пострадал в ходе боевых действий и во время немецкой оккупации города (13 сентября 1941 - 18 апреля 1943), но в 1944 году началось восстановление предприятия (на котором к этому времени оставалось только шесть кадровых работников).
В 1945 году предприятие восстановило производство, было переориентировано на производство мебели, получило новое наименование - Лубенская мебельная фабрика и вновь вошло в число крупнейших предприятий города.
В 1965 году Лубенский мебельный комбинат произвёл 30 тыс. шкафов, почти 30 тыс. столов, свыше 200 тыс. стульев, 11 186 мягких диванов и 99 175 театральных кресел, общая стоимость выпущенной продукции составила почти 5 млн. рублей.
В августе 1970 года Совет министров УССР принял решение о изменении номенклатуры выпускаемой продукции некоторых предприятий минлеспрома УССР - и с 1973 года специализацией Лубенского мебельного комбината и Чугуевской мебельной фабрики (входивших в состав Харьковского треста деревообрабатывающей и мебельной промышленности) стало производство корпусной мебели.
После провозглашения независимости Украины государственное предприятие было приватизировано и преобразовано в закрытое акционерное общество "Лубнымебель", которое в дальнейшем было реорганизовано в общество с ограниченной ответственностью.
С начала 1990х годов до конца 2010х годов комбинат оставался в числе крупнейших действующих предприятий города.